# Summer of '69
Summer of '69 är en sång, skriven av den kanadensiske rocksångaren Bryan Adams och den kanadensiske musikern Jim Vallance och framförd av Bryan Adams på hans album Reckless från 1984. "Summer of '69" släpptes även som singel och blev en stor hit 1985, bland annat på Trackslistan i Sverige där den klättrade upp till förstaplatsen den 18 januari 1986 .

## Tema
Sångtexten beskriver en ung man som köper sin första gitarr, bildar ett band och blir förälskad. Vanligtvis tolkas sången som en sommarsång om sommaren 1969 men Bryan Adams har sagt att det inte var menat så från början, utan att den från början kallades "Best Days of My Life" och "Summer of 69" nämndes bara en gång i texten. Ibland har antytts från olika håll att sången också handlar om sexställningen "69:an". Jim Vallance, som skrivit låten, var 17 år 1969 och har motsatt sig detta.[källa behövs]

## Listplaceringar
| Lista                         | Topplacering |
| ----------------------------- | ------------ |
| Amerikanska Billboard Hot 100 | 5            |
| US Mainstream Rock Tracks     | 40           |
| Kanadensiska singellistan     | 11           |
| Brittiska singellistan        | 42           |
| Irländska singellistan        | 18           |
| Svenska singellistan          | 13           |
| Österrikiska singellistan     | 15           |
| Västtyska singellistan        | 62           |
| Norska singellistan           | 9            |

## Övrigt
AIK-trubaduren" spelade in en cover vid namn Guldåret -92, som handlar om då AIK vann SM-guld i fotboll för herrar 1992.

### Fotnoter
1. ↑  Tracks - 18 januari 1986
2. 1 2  ”Songfacts - Summer of 69”. http://www.songfacts.com/detail.php?id=2759. Läst 28 december 2025.
3. 1 2 3  ”Artist Chart History (singles) - Bryan Adams”. Allmusic. Arkiverad från originalet den 17 oktober 2010. https://web.archive.org/web/20101017210717/http://www.allmusic.com/artist/bryan-adams-p3502. Läst 24 juni 2008.
4. ↑  ”Bryan Adams”. Chart Stats. Arkiverad från originalet den 3 juni 2009. https://www.webcitation.org/5hGWCuqaE?url=http://www.chartstats.com/. Läst 24 juni 2008.
5. ↑  ”Irländska singellistan”. The Irish Charts. http://www.irishcharts.ie/search/placement. Läst 24 juni 2008.
6. ↑  ”Svenska singellistan”. swedishcharts.com. http://www.swedishcharts.com//showinterpret.asp?interpret=Bryan%20Adams. Läst 24 juni 2008.
7. ↑  ”Österrikiska singellistan”. austriancharts.com. Arkiverad från originalet den 11 augusti 2009. https://web.archive.org/web/20090811031436/http://www.austriancharts.com/showinterpret.asp?interpret=Bryan%20Adams. Läst 24 juni 2008.
8. ↑  ”Chartverfolgung / BRYAN ADAMS / Single” (på tyska). musicline.de. Arkiverad från originalet den 6 april 2009. https://web.archive.org/web/20090406061745/http://www.musicline.de/de/chartverfolgung_summary/artist/ADAMS%2C+BRYAN/single. Läst 24 juni 2008.
9. ↑  ”Norska singellistan”. norwegiancharts.com. http://www.norwegiancharts.com//showinterpret.asp?interpret=Bryan%20Adams. Läst 24 juni 2008.